# Huỳnh Chỉ Tình
Huỳnh Chỉ Tình (tiếng Anh: Grace Wong, tiếng Trung: 黃芷晴; sinh ngày 2 tháng 8 năm 2012) là nữ diễn viên thiếu nhi Hong Kong. Năm 2017 tham gia một chương trình dành cho thiếu nhi của đài truyền hình TVB《Tiểu minh tinh Big Big》, hiện là một thành viên của BigBigKids. Tham gia phim truyền hình Tiểu hí cốt Đại Long Phượng và quay nhiều quảng cáo, phim tuyên truyền, trong số đó có bộ phim 《Những người tôi từng yêu》 vai Chu Hạnh Nhi càng làm người xem quen thuộc hơn.

## Tác phẩm diễn xuất

### Phim truyền hình (TVB)
| Phát sóng | Tên phim                                      | Tên phim tiếng Trung | Vai diễn               |
| --------- | --------------------------------------------- | -------------------- | ---------------------- |
| 2020      | Những người tôi từng yêu                      | 那些我愛過的人       | Chu Hạnh Nhi           |
| 2021      | Lực lượng phản ứng 2021/ Đà thương sư tỷ 2021 | 陀槍師姐2021         | Ôn Tử Tình (Tình Tình) |
| 2021      | Bác sĩ nhi khoa/ Nhân y dưới bầu trời sao     | 星空下的仁醫         | Thái Hiểu Huy          |
| Đang quay | Bằng chứng thép V/ Pháp chứng tiên phong V    | 法證先鋒V            |                        |

### Các chương trình khác
| Phát sóng | Tên chương trình                                                   | Tên chương trình           | Vai trò                 |
| --------- | ------------------------------------------------------------------ | -------------------------- | ----------------------- |
| 2015      | Tiểu hí cốt Đại Long Phượng                                        | 小戲骨大龍鳳               | Tiết mục quảng cáo phim |
| 2017      | Thê lâu đoàn Ben Sir                                               | Ben Sir睇樓團              | Khách mời chủ trì       |
| 2017      | Tiểu minh tinh Big Big                                             | Big Big小明星              | Diễn xuất cố định       |
| 2017      | Chiến dịch hoa hậu Hong Kong 2017                                  | 2017年度香港小姐競選       | Diễn xuất cố định       |
| 2019      | Hậu sinh tử khuynh hách kệ                                         | 後生仔傾吓偈               | Khách mời tập 384       |
| 2019      | Chiến dịch Hoa hậu Hong Kong 2019                                  | 2019年度香港小姐競選       | Diễn xuất cố định       |
| 2019      | Khánh đài TVB: Giải trí phát phóng Trân trọng Hong Kong TVB 52 năm | 珍惜香港 發放娛樂 TVB 52年 | Diễn xuất cố định       |
| 2020      | Think Big trời đất                                                 | Think Big天地              | Diễn xuất cố định       |
| 2021      | Hands Up                                                           | Hands Up                   | Diễn xuất cố định       |

## Hoạt động
- Nhảy cộng đồng Think Big
- Ngày khởi động toàn thành Tiểu minh tinh 2018
- Tuyên truyền LITTLE MISS HONGKONG
- Mừng lễ phục sinh 2018
- Lễ trao giải ngày hè KIDS
- Trận chiến đào mạo hiểm Ma Cao